# Lamprocryptidea calcarata
Lamprocryptidea calcarata är en stekelart som först beskrevs av Cresson 1874.  Lamprocryptidea calcarata ingår i släktet Lamprocryptidea och familjen brokparasitsteklar. Inga underarter finns listade i Catalogue of Life.